# Quechualia
Quechualia es un género de plantas fanerógamas perteneciente a la familia de las asteráceas. Comprende 4 especies descritas y de etas 3 aceptadas.

## Taxonomía
El género fue descrito por Harold E. Robinson y publicado en Proceedings of the Biological Society of Washington 106(4): 780. 1993. La especie tipo es: Quechualia fulta (Griseb.) H.Rob.	

## Especies aceptadas
A continuación se brinda un listado de las especies del género Quechualia aceptadas hasta septiembre de 2012, ordenadas alfabéticamente. Para cada una se indica el nombre binomial seguido del autor, abreviado según las convenciones y usos.
- Quechualia cardenasii (H.Rob.) H.Rob.
- Quechualia fulta (Griseb.) H.Rob.
- Quechualia trixioides (Rusby) H.Rob.